# Edward de Vere
Edward de Vere, 17. hrabia Oksfordu (ur. 12 kwietnia 1550 w Castle Hedingham, zm. 24 czerwca 1604 w Londynie) – angielski renesansowy dworzanin i poeta. Obecnie najbardziej jest znany z tego, że przypisuje mu się posługiwanie pseudonimem William Szekspir, a co za tym idzie, autorstwo jego prac. 

## Życiorys
W wieku dwunastu lat, po śmierci ojca, otrzymał tytuł hrabiego Oksfordu i Lorda Wielkiego Szambelana. Ze względu na to, że przebywał w otoczeniu dworskim, był szkolony w takich dziedzinach, jak jazda konna, walka, polowania, muzyka, taniec; poznawał też łacinę i język francuski. W 1567 roku, podczas trenowania szermierki, zabił jednego ze swoich służących. Podczas procesu jednak uznano, że sługa ten sam celowo nabił się na broń w rękach de Vere; uznano ten czyn za samobójstwo. W roku 1564 otrzymał tytuł magistra w St John’s College na Uniwersytecie Cambridge .
W 1571 roku poślubił 15-letnią córkę lorda Burghleya, Annę Cecil – był to kontrowersyjny wybór, gdyż jej rodzina należała do parweniuszy; owocem ich małżeństwa było pięcioro dzieci. W wieku dwudziestu jeden lat objął kontrolę nad większością swoich ziem. Odbył podróż po Europie, odwiedził Francję, Niemcy i Włochy w roku 1571. Gdy z niej wracał, jego statek został napadnięty przez piratów, ledwo uniknął śmierci. Był katolikiem, co utrudniało mu karierę w Anglii.
W 1585 roku otrzymał dowództwo nad armią angielską w Niderlandach; w 1588 roku uczestniczył w bitwie z Wielką Armadą. Złe zarządzanie jego finansami doprowadziło go do zapaści finansowej, z której wyciągnęła go dopiero pensja 1000 funtów rocznie, wypłacana mu przez królową. Zmarł w 1604 roku z niewiadomych przyczyn.

## Dzieła
W swoich czasach był opisywany zarówno jako poeta, jak i autor sztuk teatralnych, jednak do czasów współczesnych zachowała się tylko jego poezja. Znany jest jednocześnie z tego, że wspierał finansowo wielu młodych poetów; do kręgu jego protegowanych zaliczał się m.in. Edmund Spenser.
Zachowało się tylko kilka jego wierszy i pieśni; często pojawia się w utworach literackich, zazwyczaj jednak ze względu na swój mecenat (tak jest np. w jednym z utworów wspomnianego Edmunda Spensera). Jest wymieniany jako autor komedii w znanym utworze Palladis Tamia.

## Kontrowersje związane z Szekspirem
W 1920 roku powstała hipoteza, mówiąca o tym, że de Vere był autorem dzieł Szekspira. Przemawiać za tym miały: jego znajomość dworu, dobra edukacja, zainteresowanie teatrem oraz różnorodne powiązania między jego życiorysem a sztukami, które napisał poeta ze Stratford. Zgodnie z tym twierdzeniem, nie miał innego wyboru, niż publikowanie pod pseudonimem, gdyż pisanie dla teatru publicznego było odbierane jako hańbiące dla arystokraty.
Na kanwie tej historii, w roku 2011 powstał film w reżyserii Rolanda Emmericha poświęcony osobie Edwarda de Vere, zatytułowany Anonimus.
Do zwolenników tej teorii zaliczają się: Sigmund Freud, Paul Nitze, Harry Blackmun i John Paul Stevens, a także aktorzy i reżyserzy, tacy jak Orson Welles, Kenneth Branagh czy Jeremy Irons i Derek Jacobi. Innymi, którym przypisuje się autorstwo dzieł Szekspira, są Francis Bacon, Christopher Marlowe, a nawet sama królowa Elżbieta I.
Przeciwko tej hipotezie przemawia fakt, że Edward de Vere zmarł do 10 lat przed  przypuszczalnymi datami powstania ostatnich dzieł Szekspira.